# Levita (indumentaria)

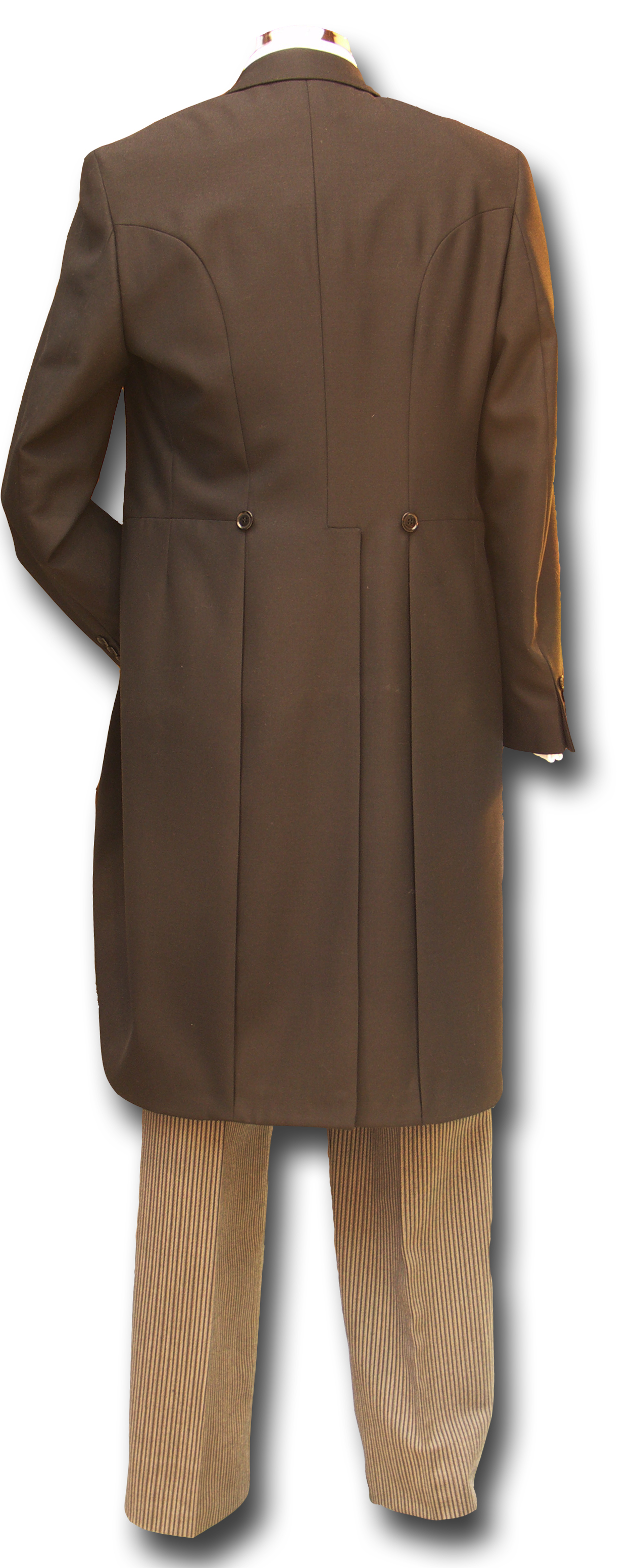
Parte trasera de una levita de chaqué.

La levita (término proveniente del francés lévite) es una prenda que cubre el cuerpo hasta casi la rodilla, en caso de ser más corta se denomina semilevita.

## Orígenes
Como otras prendas masculinas, la levita proviene de la indumentaria militar, en concreto de la casaca; la cual, con el tiempo, fue sufriendo los siguientes cambios:
- Estrechándose por la cintura y hombros.
- Recorte los pliegues hacia la espalda.
- Subida de mangas.

La levita conservó su longitud total y también la raja trasera para poder montar a caballo, llegado el caso.
Pasado el tiempo la levita fue tomando sus tres variantes actuales: levita de frac (hacia 1780), levita de chaqué y levita de traje de novio.

## Composición de la levita
Las levitas suelen ser prendas pesadas, para darles más consistencia y elegancia. Se pueden citar las siguientes composiciones:
- Mezcla: suelen ser las más normales y se confeccionan en distintas proporciones de lana y poliéster, 60% y 40% respectivamente por norma general.
- Lana fría: fabricadas en su totalidad de lana.
- Tejidos especiales: son muy raras por lo caro de los mismos, pero se pueden encontrar en alpaca, vicuña o mezcla de lana y seda.

## Usos de la levita
Por su mayor tamaño la levita es una prenda de ceremonia, por lo que queda reservada a bodas, recepciones y fiestas de considerable importancia. Sin embargo aún permanece la costumbre de lucirla en ocasiones puntales cuando se monta a caballo en determinados países, como Gran Bretaña.

## Cultura popular
- Mortadelo, el popular personaje creado por Francisco Ibáñez, viste una característica levita negra como parte de su indumentaria habitual.